# القصر الباطني
القصر الباطني (بالإسبانية: El Castillo Interior) هو كتاب من مؤلفات المتصوفة تيريزا الأفيلاوية، نشر الكتاب في عام 1577 بمثابة دليل للتنمية الروحية من خلال الصلاة. الكتاب هو مستوحاة من رؤيتها عن الروح كألماس على شكل قلعة تحتوي على سبع قصور، والتي كانت تفسر على أنها رحلة الإيمان من خلال سبع مراحل، تنتهي مع الاتحاد مع الله.